# 増村保造
増村 保造（ますむら やすぞう、1924年8月25日 - 1986年11月23日）は、日本の映画監督、脚本家である。

## 来歴・人物

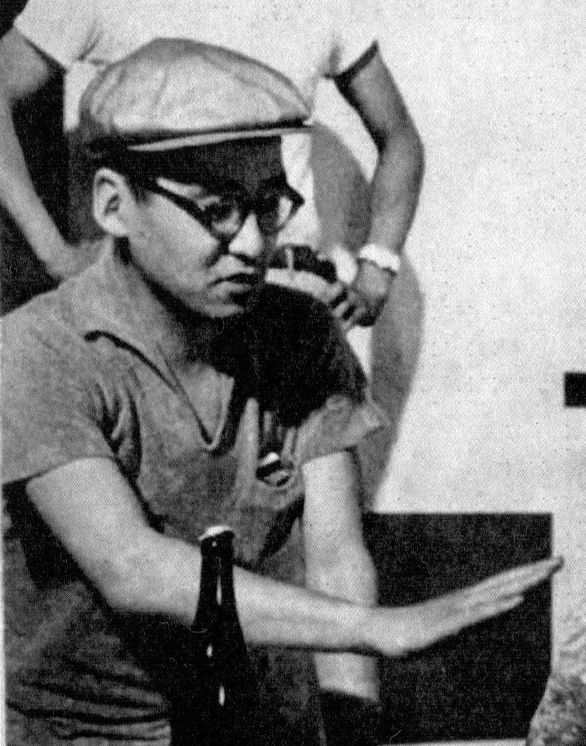
キネマ旬報社『キネマ旬報』10月号（1960）より

山梨県甲府市出身。旧制甲府中学から旧制第一高等学校を経て東京大学法学部を卒業。東大法学部時代の知人に三島由紀夫がいる。
1947年、大映に助監督として入社。東京大学文学部哲学科に再入学。1952年、イタリア留学、イタリア国立映画実験センターでフェデリコ・フェリーニやルキノ・ヴィスコンティらに学ぶ。帰国後、溝口健二や市川崑の助監督として参加。1957年、『くちづけ』で監督デビュー。監督第2作『青空娘』より若尾文子とタッグを組み、『妻は告白する』『清作の妻』『「女の小箱」より 夫が見た』『赤い天使』『卍』『刺青』などの佳作にして重要な作品群を残す。また『兵隊やくざ』『陸軍中野学校』と、それぞれ勝新太郎、市川雷蔵の大ヒットシリーズの第1作を監督して大映絶頂期を支えた。
1958年、雑誌『映画評論』3月号において、「ある弁明」という評論を発表。「自分の映画の方法論は、近代的人間像を日本映画にうちたてるためのものだ」と主張し、当時の巨匠成瀬巳喜男を『日本の社会をそのまま認め、はかなき小市民の「情緒」を描く自然主義的風速映画』と、ほかに今井正作品とともに痛烈に批判した。
大映倒産後は、映画プロデューサーの藤井浩明、脚本家の白坂依志夫とともに独立プロダクション「行動社」を設立し、『大地の子守歌』『曽根崎心中』などを監督。また、勝新太郎の勝プロと組んで『新兵隊やくざ 火線』といった後期代表作を手がける。
1970年代以降は、大映テレビを中心に『ザ・ガードマン』、『赤い衝撃』などの「赤いシリーズ」、『スチュワーデス物語』などのテレビドラマの演出・脚本を手がけ、俗に言う「大映ドラマ」の基礎を作り上げた。1980年、日本とイタリアの合作映画『エデンの園』を監督。
白坂依志夫は、『青空娘』（1957年）から『曽根崎心中』（1978年）まで13作の脚本を担当した。新藤兼人も『氷壁』（1958年）から『松本清張スペシャル・黒い福音』（1984年）まで10作の脚本を担当し、それぞれ名コンビとして知られた。
1986年11月23日、脳内出血で死去。62歳没。戒名は、影光院演応保真居士。

## 監督作品

### 映画

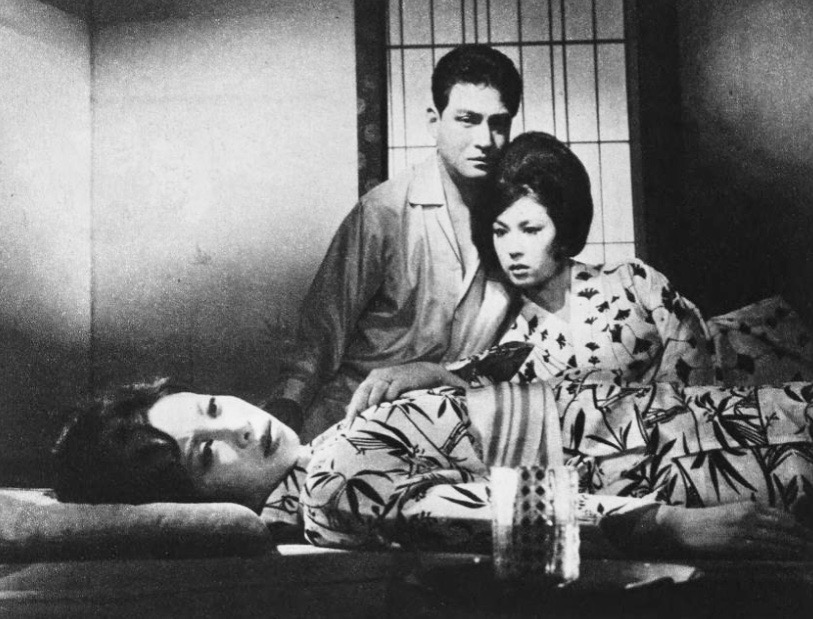
『卍』（1964年）

『兵隊やくざ』（1965年）

『陸軍中野学校』（1966年）

- くちづけ（1957年、大映東京）原作：川口松太郎、脚本：舟橋和郎
- 青空娘（1957年、大映東京）原作：源氏鶏太、脚本：白坂依志夫
- 暖流（1957年、大映東京）原作：岸田國士、脚本：白坂依志夫
- 氷壁（1958年、大映東京）原作：井上靖、脚本：新藤兼人
- 巨人と玩具（1958年、大映東京）原作：開高健、脚本：白坂依志夫
- 不敵な男（1958年、大映東京）脚本：新藤兼人
- 親不孝通り（1958年、大映東京）原作：川口松太郎、脚本：須崎勝弥
- 最高殊勲夫人（1959年、大映東京）原作：源氏鶏太、脚本：白坂依志夫
- 氾濫（1959年、大映東京）原作:伊藤整、脚本：白坂依志夫
- 美貌に罪あり（1959年、大映東京）原作：川口松太郎、脚本：田中澄江
- 闇を横切れ（1959年、大映東京）脚本：菊島隆三・増村保造
- 女経 第一話 耳を噛みたがる女（1960年、大映東京）原作：村松梢風、脚本：八住利雄
- からっ風野郎（1960年、大映東京）脚本：菊島隆三・安藤日出男、主演：三島由紀夫
- 足にさわった女（1960年、大映東京）原作：沢田撫松、脚本：和田夏十・市川崑
- 偽大学生（1960年、大映東京）原作：大江健三郎「偽証の時」、脚本：白坂依志夫
- 恋にいのちを（1961年、大映東京）原作・脚色：川内康範、脚本：下村菊雄
- 好色一代男（1961年、大映東京）原作：井原西鶴、脚本：白坂依志夫
- 妻は告白する（1961年、大映東京）原作：円山雅也、脚本：井手雅人
- うるさい妹たち（1961年、大映東京）原作：五味康祐、脚本：白坂依志夫
- 爛（1962年、大映東京）原作：徳田秋声、脚本：新藤兼人
- 黒の試走車（1962年、大映東京）原作：梶山季之、脚本：舟橋和郎・石松愛弘
- 女の一生（1962年、大映東京）原作：森本薫、脚本：八住利雄
- 黒の報告書（1963年、大映東京）原作：佐賀潜、脚本：石松愛弘・増村保造
- 嘘（オムニバス・第1話プレイガール）（1963年、大映東京）脚本：白坂依志夫
- ぐれん隊純情派（1963年、大映東京）原作：藤原審爾、脚本：小滝光郎・増村保造
- 現代インチキ物語 騙し屋（1964年、大映東京）原作・脚本：藤本義一・沢村勉
- 「女の小箱」より 夫が見た（1964年、大映東京）原作：黒岩重吾、脚本：高岩肇・野上竜雄
- 卍（1964年、大映東京）原作：谷崎潤一郎、脚本：新藤兼人
- 黒の超特急（1964年、大映東京）原作：梶山季之、脚本：白坂依志夫・増村保造
- 兵隊やくざ（1965年、大映東京）原作：有馬頼義、脚本：菊島隆三
- 清作の妻（1965年、大映東京）原作：吉田絃二郎、脚本：新藤兼人
- 刺青（1966年、大映京都）原作：谷崎潤一郎、脚本：新藤兼人
- 陸軍中野学校（1966年、大映東京）脚本：星川清司
- 赤い天使（1966年、大映東京）原作：有馬頼義、脚本：笠原良三
- 妻二人（1967年、大映東京）原作：パトリック・クエンティン「二人の妻をもつ男」、脚本：新藤兼人
- 痴人の愛（1967年、大映東京）原作：谷崎潤一郎、脚本：池田一朗
- 華岡青洲の妻（1967年、大映京都）原作：有吉佐和子、脚本：新藤兼人
- 大悪党（1968年、大映東京）原作：円山雅也、脚本：石松愛弘・増村保造
- セックス・チェック 第二の性（1968年、大映東京）原作：寺内大吉、脚本：池田一朗
- 積木の箱（1968年、大映東京）原作：三浦綾子、脚本：池田一朗・増村保造
- 濡れた二人（1968年、大映東京）原作：笹沢左保、脚本：山田信夫・重森孝子
- 盲獣（1969年、大映東京）原作：江戸川乱歩、脚本：白坂依志夫
- 千羽鶴（1969年、大映東京）原作：川端康成、脚本：新藤兼人
- 女体（1969年、大映東京）脚本：池田一朗・増村保造
- でんきくらげ（1970年、大映東京）原作：遠山雅之、脚本：石松愛弘・増村保造
- やくざ絶唱（1970年、大映東京/ダイニチ映配）原作：黒岩重吾、脚本：池田一朗
- しびれくらげ（1970年、大映東京/ダイニチ映配）脚本：石松愛弘・増村保造
- 遊び（1971年、大映東京/ダイニチ映配）原作：野坂昭如、脚本：今子正義・伊藤昌洋
- 新兵隊やくざ 火線（1972年、勝プロ/東宝）脚本：増村保造・東條正年
- 音楽（1972年、行動社＝ATG）原作：三島由紀夫、脚本：増村保造
- 御用牙 かみそり半蔵地獄責め（1973年、勝プロ/東宝）原作：小池一雄・神田たけ志、脚本：増村保造
- 悪名 縄張荒らし（1974年、勝プロ/東宝）原作：今東光、脚本：依田義賢
- 動脈列島（1975年、東京映画/東宝）原作：清水一行、脚本：白坂依志夫・増村保造
- 大地の子守歌（1976年、行動社＝木村プロ/松竹）原作：素九鬼子、脚本：白坂依志夫・増村保造
- 曽根崎心中（1978年、行動社＝木村プロ＝ATG）原作：近松門左衛門、脚本：白坂依志夫・増村保造
- エデンの園 Il giardino dell'Eden（1980年、白信商事＝オルソ・オリエンタル・コーポレーション/日本ヘラルド）脚本：レロス・ピットーニ・増村保造
- この子の七つのお祝いに（1982年、松竹＝角川春樹事務所）原作：斎藤澪、脚本：松木ひろし・増村保造

### テレビドラマ
- 夜明けの刑事（1974年 - 1977年、TBS）
- 赤い衝撃（1976年 - 1977年、TBS）
- 赤い激流（1977年、TBS）
- 赤い激突（1978年、TBS）
- 原色の蝶は見ていた（1978年、テレビ朝日・土曜ワイド劇場）
- 赤い嵐（1979年 - 1980年、TBS）
- 赤い死線（1980年、TBS）
- 青い絶唱（1980年 - 1981年、TBS）
- ひまわりの歌（1981年 - 1982年、TBS）
- マザコン刑事の事件簿（1983年、フジテレビ・木曜ファミリーワイド）
- スチュワーデス物語（1983年 - 1984年、TBS / 大映テレビ）
- 松本清張スペシャル・黒い福音（1984年、TBS）

## 脚本作品
※監督作品を除く。

### 映画
- 十七才の狼（1964年、大映東京）監督：井上芳夫、脚本：星川清司・増村保造
- ある殺し屋（1987年、大映京都）原作：藤原審爾、監督：森一生、脚本：増村保造・石松愛弘
- ある殺し屋の鍵（1967年、大映京都）原作：藤原審爾、監督：森一生、脚本：小滝光郎、構成：増村保造
- 九尾の狐と飛丸（1968年、日本動画/大映）原作：岡本綺堂、演出：八木晋一、脚本：吉岡道夫、構成：鈴木英夫・増村保造
- 可愛い悪魔 いいものあげる（1970年、大映東京/ダイニチ映配）監督：井上芳夫、脚本：安本莞二・増村保造
- 御用牙 鬼の半蔵やわ肌小判（1974年、勝プロ/東宝）原作：小池一雄・神田たけ志、監督：井上芳夫

- 喜劇・モッキンポット師の三度笠（1974年、東京映画）原作：井上ひさし、脚本：白坂依志夫・増村保造（未映画化作）
- 斜陽（1974年）原作：太宰治、脚本：白坂依志夫・増村保造（未映画化作）

### テレビドラマ
- 結婚予約（1961年、日本テレビ・愛の劇場）
- 或る女（1964年、フジテレビ・ライオン奥様劇場）
- 東京警備指令 ザ・ガードマン（1965年 - 1971年、TBS）
- シークレット部隊（1972年、TBS）
- 燃える兄弟（1972年 - 1973年、TBS）
- スチュワーデス物語（1983年 - 1984年、 TBS）
- 少女に何が起ったか（1985年、TBS）
- 遊びじゃないのよ、この恋は（1986年、TBS)
- マンション管理人の災難（1988年、TBS・土曜ドラマスペシャル）

## 文献
- 『映画監督増村保造の世界 <映像のマエストロ>映画との格闘の記録1947-1986』（藤井浩明監修、ワイズ出版、1999年）ISBN 4898300057。ワイズ出版映画文庫（上下）、2014年
- 山根貞男『増村保造 意志としてのエロス』（筑摩書房「リュミエール叢書」、1992年）ISBN 4480871748
- 田辺香編『増村保造レトロスペクティブ』（プチグラパブリッシング、2000年）ISBN 4939102173